# Bomba (Libyen)
Bomba (arabisch البمبة al-Bumba) ist ein Ort in Libyen. Im Jahre 1995 lebten dort 3.020 Einwohner.
Bomba befindet sich in der Region Kyrenaika zwischen den Städten Darna und Tobruk.